# 扎杜納伊夫卡
45°49′59″N 29°6′22″E / 45.83306°N 29.10611°E

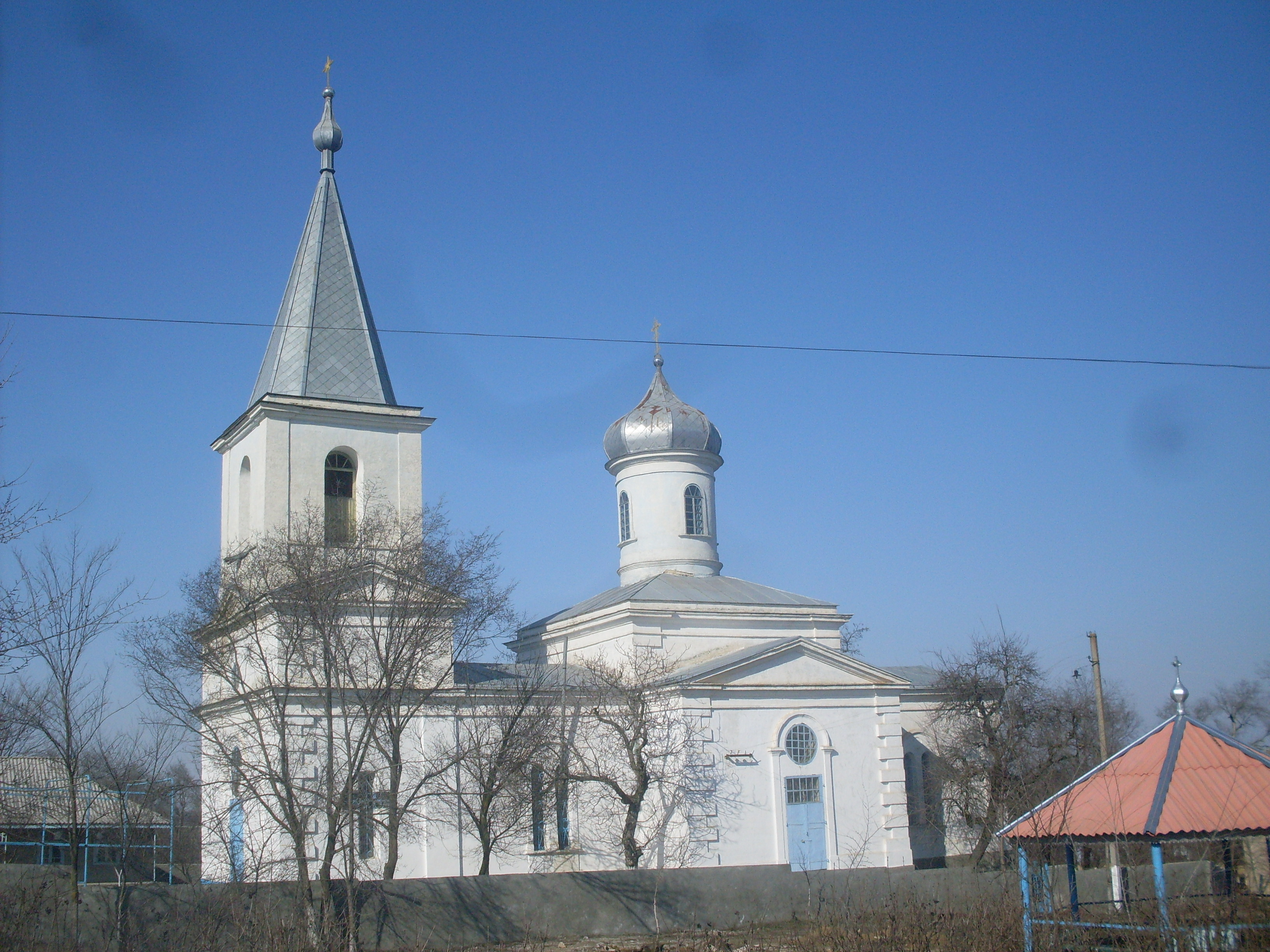

扎杜納伊夫卡（烏克蘭語：Задунаївка）是位於烏克蘭西南部的村莊，由敖德萨州博爾赫拉德區的阿爾齊茲市鎮負責管轄。該村處於基爾吉日-基泰河畔，始建於1822年，面積2.78平方公里，海拔高度21米，2001年人口2,025。